# 瑞安·托馬斯
瑞安·托馬斯（英語：Ryan James Thomas；1984年6月10日—）是英國的一位演員。他最著名的作品是在獨立電視台（ITV）肥皂劇加冕街中飾演Jason Grimshaw角色。2016年，他離開加冕街並尋求進軍好萊塢。他的弟弟亞當·托馬斯也是一位演員。

## 外部連結
- Ryan Thomas （页面存档备份，存于） at the Internet Movie Database
- Ryan Thomas's Corrie profile （页面存档备份，存于） at What's on TV